# 消費者信心
消費者信心（英語：consumer confidence）是衡量消費者對整體經濟狀況和個人財務狀況的樂觀程度的經濟指標。 如果消費者對近期的經濟以及他/她的個人財務狀況更有信心，那麼消費者比起儲蓄將更傾向於消費。
當消費者信心高時，消費者會進行更多消費。 當信心較低時，消費者往往會多存錢。 消費者信心的逐月趨勢反映了消費者以他們對當前經濟狀況和個人財務狀況的看法為基礎對自身尋找和繼續一份好工作的可能的看法。
消費者信心通常會在經濟景氣時增加，而在經濟衰退時降低。 在美國，有證據表明該指標是股市表現的滯後指標。

## 用途
消費者信心常常被各類投資者、政府、研究機構使用多種方法測試。 通過調查該指數，企業將能夠了解消費者對自己商品的消費意向，因此企業能夠對生產作出調整，而政府也能隨著經濟形勢調整稅率。 例如，當消費者不再具有信心與消費傾向，企業便知道應該減產而銀行會收到更多存款，政府也能為低消費帶來的低消費稅做好準備。 一個較為常用的消費者信心的衡量標準是由世界大型企業聯合會所發表的消費者信心指數。